# 八田宗吉 (政治家)
八田 宗吉（はった そうきち、1874年（明治7年）10月9日 - 1938年（昭和13年）1月16日）は、日本の政治家、実業家、陸軍軍人である。幼名は吉之丞。立憲政友会所属の衆議院議員。馬議員、鉄道代議士、百姓代議士などの異名があった。 日本医科大学教授で衆議院議員の八田貞義は息子。

## 概要
福島県河沼郡日橋村（現・会津若松市）出身。福島中学を経て、陸軍軍人となり歩兵大尉まで進級している。故郷である日橋村村長となったのが政治家としての第一歩で、県会議員、参事会員を歴任。実業家としては福島県農工銀行、只見川水力電気、日本化学工業、会津電力の役員を務めている。
1917年（大正6年）福島二区から衆議院議員に初当選。立憲政友会に所属し、当選は8回を数える。陸軍省参与官、馬政調査委員を務め、日本競馬会の設立や競馬法の成立に尽力。会津地域の鉄道整備にも努めている。 稚松会会員。